# André Martel (historien)
Ne doit pas être confondu avec André Martel ou André Martel (éditeur).
Pour l’article homonyme, voir Martel.
André Martel, né le 4 mai 1930 à Cavaillon et mort le 11 août 2019 à Aix-en-Provence, est un historien militaire français.

## Distinctions
Distinctions reçues par André Martel :
- Officier de l'ordre des Palmes académiques en 1975 ;
- Chevalier de la Légion d'honneur en 1979 ;
- Médaille des services militaires volontaires, argent ;
- Chevalier de l'ordre national du Mérite en 1976 ;
- Officier de l'ordre national du Mérite en 1991.

## Œuvres
- Les Confins saharo-tripolitains de la Tunisie 1881-1911, Paris, PUF, 1966, 1252 p. (2 vol.)
- A l'arrière-plan des relations franco-maghrébines (1830-1881) : Luis-Arnold et Joseph Allegro, consuls du Bey de Tunis à Bône, Paris, PUF, coll. « Publications de l'Université de Tunis. 4e série, Histoire » (no 7), 1967, 243 p.
- La Libye 1835-1990 : essai de géopolitique historique, Paris, PUF, coll. « Perspectives internationales », 1991, 247 p. (ISSN 0243-2331)
- Histoire militaire de la France : De 1940 à nos jours, t. 4, Paris, PUF, 1994, 701 p. (ISBN 2-13-046074-7)